# Svenska Cellulosa Aktiebolaget
La Svenska Cellulosa Aktiebolaget (in italiano: Industria Svedese della Cellulosa) è un'industria cartaria e forestale svedese con sede a Sundsvall. Impiega circa 4.000 dipendenti per un fatturato di circa 15,4 miliardi di corone svedesi (1,6 miliardi di euro). Tra le sue attività principali figurano prodotti di carta monouso, carte per pubblicazioni, prodotti in legno massiccio, pasta di legno e biocarburanti di origine forestale. SCA è il più grande proprietario privato europeo di terreni forestali, con 2,6 milioni di ettari, paragonabili alle dimensioni della Macedonia del Nord. La società multinazionale di prodotti per l'igiene Essity ha fatto parte di SCA fino al 2017. Recentemente, la SCA è stata criticata quando Greenpeace ha rivelato il suo coinvolgimento nel disboscamento della Taiga e quindi nel contribuire al riscaldamento globale.

## Storia
SCA è stata fondata il 27 novembre 1929 da Ivar Kreuger, mettendosi a capo di dieci aziende svedesi attive nel settore forestale dopo averle fuse tra loro. La fondazione di SCA da parte di Kreuger avvenne in maniera analoga al processo che portò alla creazione della Swedish Match nel 1917. Dopo il fallimento e la morte di Kreuger nel 1932, la società passò al controllo della banca Handelsbanken, che insieme ai fondi e alle società associate continuano a controllare SCA. Axel Enström è stato amministratore delegato dal 1950 al 1960 e presidente del consiglio dal 1960 al 1965.
Nel 1975 SCA ha acquisito Mölnlycke, uno dei principali produttori dell'Europa occidentale di prodotti per l'igiene monouso, e nel 1990 ha acquisito la società di imballaggi per il trasporto Reedpack. Nel 1995 acquisisce l'azienda tedesca di carta e imballaggi PWA. Nel 2001 acquisisce la divisione Wisconsin Tissue della società statunitense Georgia-Pacific Tissue. Nel 2004 SCA ha rilevato la produzione di fazzoletti e prodotti per l'igiene di Carter Holt Harvey dall'industria statunitense International Paper.
Nel 2007, SCA ha acquistato l'attività europea di Procter & Gamble, ampliando in modo significativo la propria attività di prodotti per l'igiene. Nel 2008 SCA aumenta la proprietà dell'azienda cinese di fazzoletti Vinda . Nel 2012 SCA ha ceduto le sue attività di confezionamento, escluse due fabbriche in Svezia.
Nell'agosto 2015 è stato annunciato che SCA avrebbe investito in una maggiore capacità di produzione di massa presso lo stabilimento di cellulosa di Östrand a Timrå, in Svezia. La capacità di produzione annua di pasta al solfato sbiancata doveva aumentare da circa 430 000 tonnellate a 900 000 t. L'investimento ammontava a circa 7,8 miliardi di corone svedesi (815 milioni di euro) e avrebbe dovuto essere uno dei più grandi investimenti industriali nella storia del Norrland.
Nell'agosto 2015 è stato annunciato che le operazioni di prodotti per l'igiene e le operazioni forestali di SCA dovevano essere suddivise in due diverse divisioni. Un anno dopo, il 24 agosto 2016, la società ha annunciato l'intenzione di dividere SCA in due società quotate separatamente. Nel 2017 viene costituita la società Essity, quotata alla Borsa di Stoccolma.

## Controversie
Diverse denunce sono state presentate contro SCA a causa della sua ripetuta pratica di disboscamento. Secondo le accuse di Greenpeace, SCA consente e incentiva l'abbattimento uniforme di aree forestali, cosa che nei climi temperati e boreali provoca il rilascio di grandi quantità di carbonio immagazzinato nel suolo, a causa della sua maggiore esposizione alla luce solare. Come documentato puntualmente da Greenpeace, SCA "disbosca alcune delle ultime foreste vergini rimaste della Svezia, spazzando via gli habitat di specie minacciate e mettendo in pericolo il sostentamento delle comunità indigene".